# Molar tribosfénico
El molar tribosfénico es un complejo morfofuncional de mamíferos terios donde los dientes molares poseen tres cúspides principales (trígono en el molar superior, trigónido en el molar inferior), y el molar inferior posee una estructura adicional posterior cóncava (el talónido), donde cae la cúspide lingual del molar superior (protocono) durante la masticación. Este complejo incorpora corte y molienda en una única mordida y es la base de todas las morfologías de los dientes molares de mamíferos terios. El trígono compone la parte de corte del molar, mientras que el talónido es la parte relacionada con la molienda.

## Historia
El molar tribosfénico (bajo el nombre de "dentición molar tribosfénica") fue definido por George Gaylord Simpson en 1936 como sinapomorfía de los mamíferos terios. Aunque la definición funcional ha persistido, su hipótesis evolutiva está actualmente bajo revisión.

### Etimología
"Tribosfénico" es una combinación de los términos griegos τριβεo (significado: ‘moler’) y  σφήν (significado: ‘cuña’).

## Aparición
(véase Tribosphenida)
El molar tribosfénico se encuentra en fósiles del límite Jurásico-Cretácico de los primeros mamíferos de la Infraclase Tribosphenida hace alrededor de 145 millones de años AP en supercontinente boreal Laurasia. Su aparición probablemente fue un evento fundamental en el surgimiento de los mamíferos modernos ya que permitió su entrada en una nueva zona adaptativa, permitiéndoles a adaptarse a una variedad de dientas distintas. 

Hasta hace poco se pensaba que había aparecido una única vez. Sin embargo la aparición de fósiles mamíferos con molares tribosfénicos en los continentes del Hemisferio Sur puso a prueba esa hipótesis. Los Australophenida son un grupo de mamíferos que incluye a los monotremas y cuyos fósiles también poseen molares tribosfénicos como los mamíferos terios.  A partir de entonces aparecieron dos hipótesis alternativas: la primera propone que el molar tribosfénico apareció primero en el sur mucho antes de lo que se pensaba, mientras que la segunda propone que el molar habría aparecido dos veces en distintos grupos de mamíferos, en el norte habría dado origen a los terios y, en el sur, a los australofénidos. 

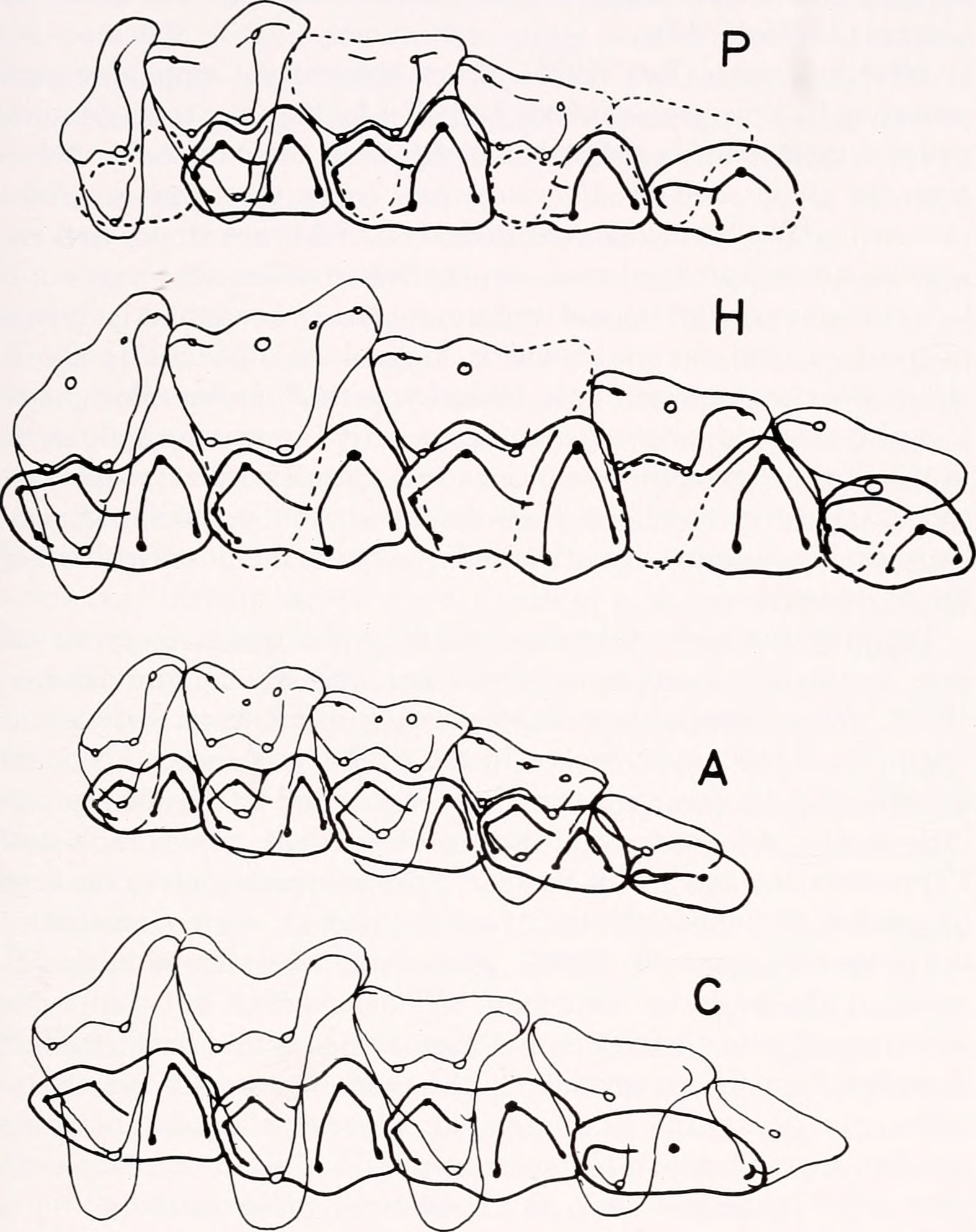
Molares superiores e inferiores en oclusión de mamíferos fósiles